# Eurysthea martinsi
Eurysthea martinsi là một loài bọ cánh cứng trong họ Cerambycidae.